# Ivan Alexandr
Ivan Alexandr také Jan Alexandr (bulharsky Иван Александър) (? – 17. února 1371) byl bulharský car v letech 1331/1332 až 1371. Pocházel z Loveče a za panovníka byl prohlášen v roce 1331, poté co byl ze země vyhnán car Ivan Štěpán. Byl pokrevním příbuzným svého předchůdce cara Michala Šišmana.
Období jeho vlády se neslo ve znamení bojů proti Byzantské říši. Dobyl několik pevností v Trácii a v Rodopy. V létě roku 1332 bulharská armáda vyhrála bitvu u města Rusokastro a byzantský panovník Andronikos III. byl přinucen podepsat mírovou smlouvu. Vztahy mezi Byzantskou říší a Bulharskem nebyly dobré a tak v letech 1341–1347 se Bulharsko zamíchalo do občanské války z Byzancí. I vztahy se Srbskem se zhoršovaly. Car Ivan Alexander za své vlády téměř ztratil území Dobrudžského regionu, když si neudržel podporu místní šlechty a despotové na jihozápadě země bojovali mezi sebou. Opakované bitvy s Byzancí vyprazdňovaly státní pokladnu a ničily ekonomiku země. V té době se ve Vidině konala korunovace. Ivan Stracimir, prvorozený syn Ivana Alexandra, byl korunován na cara. Tento stav využila Osmanská říše a začala expanzi na Balkán. V roce 1352 Osmané dobyli pevnost Cîmpu a obsazovali jihovýchodní část země. Car Ivan Alexander byl proti těmto nájezdům zcela bezmocný a nebyl schopen postavit proti nepříteli schopnou armádu. O dva roky později Osmané pokračovali v postupu. V bojích padl druhý syn Ivana Alexandra, Michael Asen IV. Od roku 1354 byly boje mezi Bulhary a Osmanskou říší častější. Car se marně snažil odvrátit nebezpečí diplomacií a vstupem do krátkodobých svazů se sousedními zeměmi. V roce 1355 se syn byzantského panovníka Andronikos IV. oženil s dcerou cara Ivana Alexandra, Kerau Tamarou. V zápisu ze svatby se dochoval citát „Tato svatba bude výhodná pro křesťany: Bulhary a Byzantince a neštěstím pro Turky: pohany.“ Svaz mezi těmito dvěma křesťanskými státy však nebyl tak silný, aby odvrátil vojska sultána Murada I. V roce 1364 Turci napadli Byzantskou říši. Ta jejich tlak nevydržela a utrpěla porážku. Pak Turkům stálo v cestě do střední Evropy už jen Bulharsko. Bulharský car nemohl proti dobře vyzbrojené osmanské armádě postavit žádnou armádu a panovníci ze sousedních křesťanských zemí carovi odmítli pomoc, takže Murad obsadil téměř celou oblast Trácie. Mírová smlouva, kterou car podepsal, pouze zpomalila turecký postup. Ivan Alexander se ještě snažil spolu s Byzantinci bojovat a získat zpět pevnosti u Černého moře. Později však byla země napadena i z druhé strany – uherský král obsadil oblast severozápadního Bulharska. V této situaci car Ivan Alexandr na začátku roku 1371 zemřel.